# Marjoke Breuning
Marjoke Breuning (geb. am 28. September 1971) ist eine Stuttgarter Unternehmerin. Von 2017 bis 2023 war sie die Präsidentin der Industrie- und Handelskammer Region Stuttgart. Sie war außerdem Vizepräsidentin des Baden-Württembergischen Industrie- und Handelskammertages und des Deutschen Industrie- und Handelskammertages (DIHK).

## Leben
Als geschäftsführende Gesellschafterin leitete Marjoke Breuning von 2003 bis 2023 gemeinsam mit ihrer Schwester Anneke Breuning das Familienunternehmen Maute-Benger GmbH in Stuttgart. Marjoke Breuning wurde 2023 zur Ehrenpräsidentin der IHK Region Stuttgart gewählt.
Seit Juni 2024 ist Marjoke Breuning Vorstandsvorsitzende der Wirtschafts- und Industrievereinigung Stuttgart e. V. Außerdem hat sie seit Juli 2024 einen Sitz für die CDU im Gemeinderat Stuttgart.  

## Ehrenämter und Mandate
Ihre Wahl zur IHK-Präsidentin am 7. März 2017 durch die Vollversammlung der IHK-Region Stuttgart sorgte für Aufsehen, weil mit ihr erstmals in der Geschichte der Kammer eine Frau an die Spitze gelangte. Auch erregte die Wahl einer Handelsunternehmerin in der traditionell von der Industrie dominierten Stuttgarter IHK Aufmerksamkeit. 2020 wurde Marjoke Breuning durch die Vollversammlung für eine weitere Amtsperiode von vier Jahren als Präsidentin wiedergewählt. Am 23. März 2021 wurde sie zu einer von vier Vizepräsidentinnen und -präsidenten des Deutschen Industrie- und Handelskammertages (DIHK) gewählt. Am 8. November 2022 gab Breuning bekannt, dass sie ihr Amt als IHK-Präsidentin zum 30. Juni 2023 niederlegen werde. Am 11. Mai 2023 wurde ihr bisheriger Stellvertreter Claus Paal von der IHK-Vollversammlung zu ihrem Nachfolger gewählt und trat sein Amt am 1. Juli 2023 an. Der Vollversammlung der IHK Region Stuttgart gehörte Breuning bereits seit dem Jahr 2005 an, seit 2013 war sie auch stellvertretendes Mitglied des Präsidiums. 
Zusätzlich engagierte sich Marjoke Breuning in eine Reihe weiterer Ehrenämter. So leitete sie den IHK-Arbeitskreis Unternehmerinnen und war im Vorstand der City-Initiative Stuttgart aktiv. Ebenso ist sie seit 2010 ehrenamtliche Handelsrichterin und seit 2024 im Beirat der Element-i Bildungsstiftung. 